# William Dieterle
William Dieterle (Wilhelm Dieterle: Ludwigshafen am Rhein, 15 de julio de 1893-Ottobrunn, 9 de diciembre de 1972) fue un director de cine y actor alemán, nacionalizado estadounidense en 1937, que regresó a Europa al final de su vida; murió en Alemania.

## Biografía

### Primeros pasos
Nació en el seno de una familia alemana de religión judía askenazí. Era el menor de los nueve hijos de Jacob y Berthe Dieterle. De niño, su familia tuvo considerables problemas económicos, lo que le obligó a trabajar como carpintero y vendedor de chatarra. Pronto Dieterle empezó a interesarse por la farándula y a los 16 años ya se había unido a una compañía de teatro ambulante. Su apariencia y ambición le ayudaron a conseguir papeles de galán en producciones teatrales. 
En 1919 atrajo la atención de Max Reinhardt en Berlín, quien le contrató como actor para sus películas. Dieterle empezó a actuar en filmes alemanes en 1921 para ganar más dinero y rápidamente se convirtió en un popular actor de carácter.

### Director de cine
Dirigió su primera película a los treinta años, en 1923: Der Mensch am Wege, fue protagonizada por una joven Marlene Dietrich. Luego, continuó actuando durante varios años en películas alemanas como Das Wachsfigurenkabinett y Fausto, esta última dirigida por F. W. Murnau. 
En 1927, Dieterle y su esposa, Charlotte Hagenbruch, crearon su propia productora, lo que le permitió dirigir más películas, como Geschlecht in Fesseln, en la que también interpretó el papel protagónico.
En 1930, y debido a la amenaza del nazismo en Alemania, emigró a los Estados Unidos aprovechando una oferta de trabajo en Hollywood para hacer versiones alemanas de películas estadounidenses. Dieterle se adaptará rápidamente al estilo hollywoodense, y pronto dirigirá películas originales, aunque destacase siempre por su espacial modo de iluminar, resultado de una tradición muy europea. 

### De Wilhelm a William
Dieterle tradujo ya su nombre al inglés: William Dieterle, y adquirió la ciudadanía estadounidense en 1937.
El primero de esos filmes iniciales, The Last Flight (1931), basado en la novela autobiográfica de John Monk Saunders, fue un éxito. También lo fueron El altar de la moda o el policíaco Niebla sobre San Francisco (Fog over Frisco), protagonizado por Bette Davis. Otras películas que dirigió durante los años 1930, ahora con mayor presupuesto, fueron Jewel Robbery, Adorable, y Madame Du Barry. 
Pero destacó no solo por su curiosidad la fantasía shakesperiana El sueño de una noche de verano (Midsummer Night's Dream, 1935), que se inspiraba directamente en un montaje de Max Reinhardt, por lo que aparece firmada con justicia por ambos (además, Reinhardt fue el productor de ella). Pues Dieterle estuvo en contacto con los alemanes del exilio: Bertolt Brecht, Max Reinhardt y el músico Erich Wolfgang Korngold, que fue el compositor del film. Reinhardt, que había trabajado asimismo en Salzburgo, imaginó otros proyectos para Hollywood, pero tras la ascensión del nazismo, emigró a los Estados Unidos, donde fundó una compañía de teatro y una apreciada escuela teatral.
Se unieron a su compañía numerosos actores germanos que emigraron a los Estados Unidos huyendo del nazismo. 
Asimismo una serie de películas lo especializaron en el género de la película biográfica (o biopic): The Story of Louis Pasteur (1936), La vida de Émile Zola (The Life of Émile Zola, 1937), Juarez (1939), siempre con Paul Muni como protagonista, que fueron nominadas para el Óscar. 
Tras abandonar la casa Warner, hizo valer sus preocupaciones humanistas y realizó para United Artists Bloqueo (Blockade, 1938), con guion de James M. Cain, un film ambientado en la guerra civil española, que es uno de los raros filmes estadounidenses que aborda esta temática. También hizo Juarez (1939), y continuación en ese mismo 1939 rodó una complicada y famosa cinta histórica, The Hunchback of Notre Dame (Esmeralda, o El jorobado de Notre Dame), que tuvo un gran éxito, pues suponía una defensa de las ideas del ciudadano Victor Hugo pero a las puertas de la Segunda Guerra Mundial. 

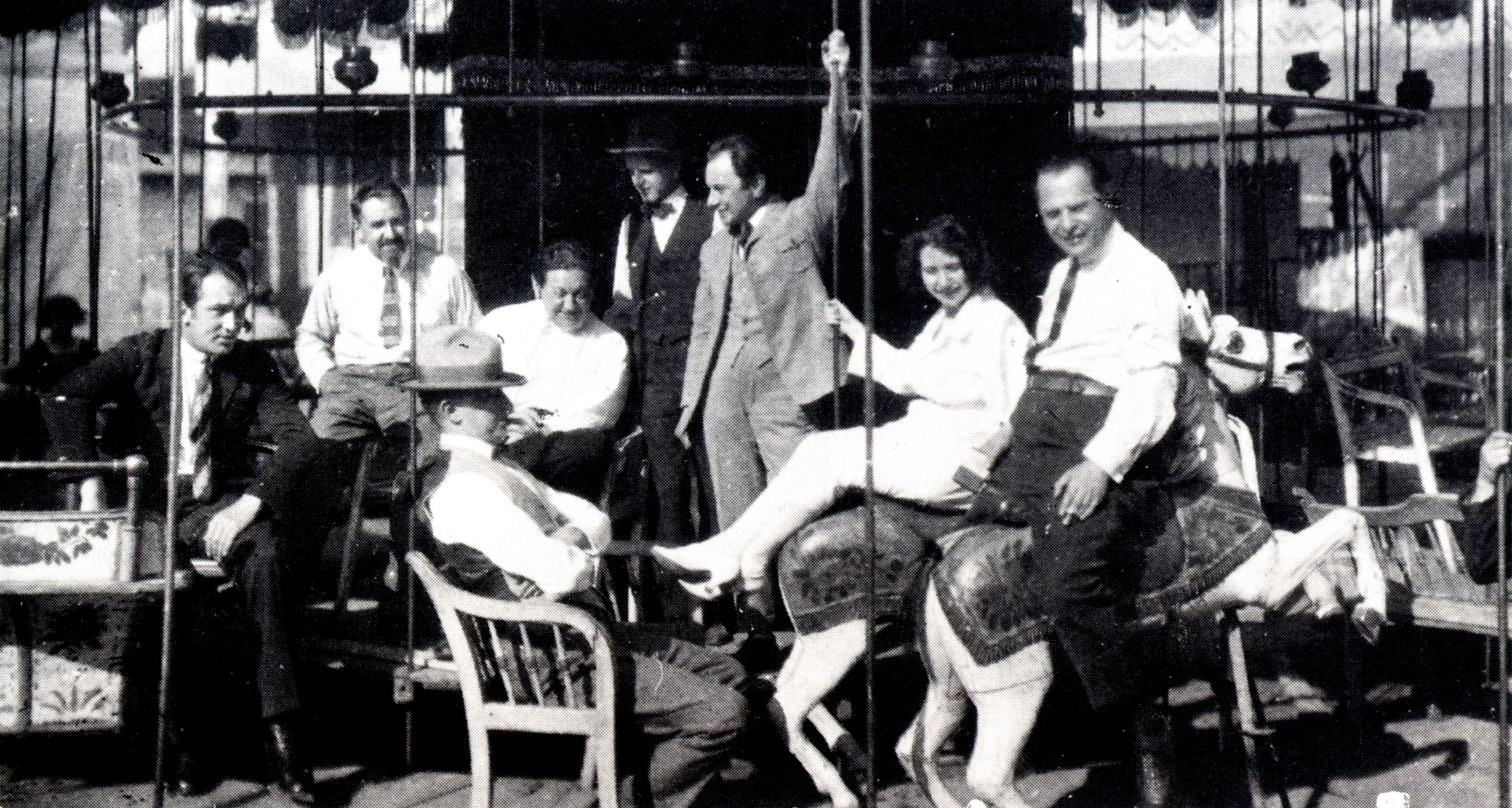
Wilhelm Dieterle (primero a la izquierda) junto con parte del equipo de la película Das Wachsfigurenkabinett.

Durante los años 1940 los trabajos de Dieterle estuvieron dotados de un carácter más romántico y exuberante, y varios críticos consideran las películas de este periodo como sus mejores obras. Hay un valor esteticista en sus obras que se adapta a cada filme, pero en el que se hace muy patente su tendencia a la abstracción. Algunas de estas películas son The Devil and Daniel Webster (1941), Kismet (1944), I'll Be Seeing You (1944), Cartas a mi amada (Love Letters (1945), así como una pieza fantástica como Jennie (Portrait of Jennie, 1948), que la crítica suele destacar por su calidad e invenciones cinematográficas, pese a que hoy su sentimentalismo lírico pueda resultar un tanto excesivo.
Dieterle continuó realizando películas en los Estados Unidos durante los años 1950, entre las que se cuentan La ciudad en sombras (1950), el film noir The Turning Point, Salome (1953) con Rita Hayworth, Elephant Walk (1954) con Elizabeth Taylor y la película biográfica Magic Fire, sobre el compositor Richard Wagner. Tuvo un fracaso de taquilla con The Confession, protagonizada por Ginger Rogers

### Final
A finales de los años 1950 retornó a Europa y dirigió varias películas en Italia con algún éxito. Para la TV alemana trabajó elaborando varios escenarios. En 1960 dirigió en Mainz (Maguncia) con Götz George la película Die Fasnachtsbeichte, según Carl Zuckmayer. De 1961 a 1964 trabajó como responsable en el teatro de Bad Hersfeld (el Freilichttheaters). 
Con respecto a su vida privada, estuvo casado desde 1921 con la actriz y guionista Charlotte Hagenbruch, que tuvo un gran peso en su vida. Tras su muerte, en 1968, Dieterle se casó con la modista-diseñadora Elisabeth Daum. Murió en 1972, y su tumba se halla en el cementerio "Gemeindefriedhof von Hohenbrunn" de Múnich.
Su legado literario se custodia en el Archivo de la Akademie der Künste, en Berlín.
Desde 1993, Ludwigshafen am Rhein —su ciudad natal—, otorga el Premio cinematográfico William Dieterle.

## Filmografía
| - The Confession (1965) - Antigone (1962, telefilme) - Vergnügen, anständig zu sein, Das (1962, telefilme) - Gabriel Schillings Flucht (1962, telefilme) - Die Große Reise (1961, telefilme) - Die Herrin der Welt - Teil I (1960) - Die Fastnachtsbeichte (1960) - Ich fand Julia Harrington (1960, telefilme) - Die Herrin der Welt - Teil II (1960) - Il vendicatore (1959) - Omar Khayyam (Omar Khayyam, 1957) - Screen Director's Playhouse (1956, serie de TV) - Magic Fire (1955) - Elephant Walk (1954) - Salomé (1953) - The Turning Point (1952) - Boots Malone (1952) - Red Mountain (1951) - Peking Express (1951) - Dark City (1950) - September Affair (1950) - Volcano (1950) - Paid in Full (1950) - Rope of Sand (1949) - The Accused (1949) - Portrait of Jennie (1948) - Duelo al sol (1946) (no acreditado; película dirigida en su mayor parte por King Vidor) - The Searching Wind (1946) - This Love of Ours (1945) - Cartas a mi amada (Love Letters) (1945) - I'll Be Seeing You (1944) - Kismet (1944) - Tennessee Johnson (1942) - Syncopation (1942) - The Devil and Daniel Webster (1941) - Dr. Ehrlich's Magic Bullet (1940) - A Dispatch from Reuter's (1940) - The Hunchback of Notre Dame (1939) - Juarez (1939) - Bloqueo (Blockade) (1938) - The Life of Emile Zola (1937) - Another Dawn (1937) - The Prince and the Pauper (1937) - The Great O'Malley (1937) - Satan Met a Lady (1936) - The White Angel (1936) - The Story of Louis Pasteur (1935) - Dr. Socrates (1935) - A Midsummer Night's Dream (1935), El sueño de una noche de verano codirigida con Max Reinhardt - The Secret Bride (1934) - The Firebird (1934) - Madame Du Barry (1934) - Dr. Monica (1934) - El altar de la moda (Fashions of 1934, 1934) - Niebla sobre San Francisco (Fog Over Frisco, 1934) - From Headquarters (1933) - Female (1933) - The Devil's in Love (1933) - Adorable (1933) - Grand Slam (1933) - Lawyer Man (1933) - Scarlet Dawn (1932) - Six Hours to Live (1932) - The Crash (1932) - Jewel Robbery (1932), primera en inglés - Man Wanted (1932) - Her Majesty, Love (1931) - The Last Flight (1931), - Eine Stunde Glück (1931) - Dämon des Meeres (1931) - Der Tanz geht weiter (1930) - Ludwig der Zweite, König von Bayern (1930) - Kismet (1930) - Die Maske fällt (1930) - Das Schweigen im Walde (1929) - Frühlingsrauschen (1929) - Ich liebe für Dich (1929) - Durchs Brandenburger Tor. Solang noch Untern Linden... (1929) - Die Heilige und ihr Narr (1928) - Geschlecht in Fesseln (1928) - Das Geheimnis des Abbe X (1927) - Der Mensch am Wege (1923) |

## Premios y distinciones
Premios Óscar
| Año  | Categoría      | Película               | Resultado |
| ---- | -------------- | ---------------------- | --------- |
| 1938 | Mejor director | La vida de Emilio Zola | Nominado  |